# 青木佳乃
青木 佳乃（あおき よしの、1971年8月19日 - ）は、日本の作曲家。神奈川県平塚市出身。神奈川県立平塚江南高等学校、東京学芸大学教育学部A類音楽科卒業。1995年株式会社カプコンに入社、BGMコンポーザーとして在籍。退職後、フリーランスとして活動、ゲーム音楽を中心に舞台音楽なども手がけている。現在、株式会社ユニークノート取締役。また、「風よ伝えて…」（ロックマン バトル&チェイス隠しエンディングテーマ）のように、ボーカルとして参加している作品もある。

## 参加作品

### カプコン時代
- ロックマンX3（アレンジ版）
- ロックマン バトル&チェイス[1]
- ブレス オブ ファイアIII
- ブレス オブ ファイアIV うつろわざるもの
- バトルネットワーク ロックマンエグゼ2
- バトルネットワーク ロックマンエグゼ3
- シャドウ オブ ローマ
- ロックマンエグゼ6[2]

### フリー後
- 流星のロックマン
- 流星のロックマン2
- 流星のロックマン3
- ダレットワールド
- ルミナスアーク2 ウィル
- 四季庭
- 劇団R:MIX
- 幻想水滸伝ティアクライス
- 勇者30
- 勇者30 SECOND
- 恋忍者戦国絵巻
- おしゃべりファーム
- Go!Go! Museum
- 私がお世話してあげる!
- ～実写恋愛ゲームIn Loveシリーズ “Memories Can’t Wait”
- メルクストーリア[3]
- ロストランドタクティクス
- 神獄のヴァルハラゲート
- モンスターハンター メゼポルタ開拓記
- あんさんぶるスターズ!
- ノラガミ
- Monster Hunter Online
- X-OVERD
- UPPERS
- ラストピリオド
- ドラゴンプロジェクト
- Justice Monsters Five
- あんさんぶるガールズ!!
- ファイナルファンタジーXV[3]
- CAT BUSTERS
- 大乱闘スマッシュブラザーズ SPECIAL[3]

### TVアニメ
- ニセコイ